# آن ماری ترولیان
آن ماری ترولیان (انگلیسی: Anne-Marie Trevelyan؛ زادهٔ ۶ آوریل ۱۹۶۹) سیاست‌مدار اهل بریتانیا و عضو حزب محافظه‌کار و پارلمان آن کشور است.